# El Barrio (Alicante)
El Barrio, situado en el casco antiguo de Alicante (España), es una de las áreas más emblemáticas y céntricas de la ciudad para disfrutar de la vida nocturna. El área abarca desde la plaza de San Cristóbal hasta la plaza de la Santísima Faz, incluyendo los alrededores de la concatedral de San Nicolás, la plaza del Carmen, y la plaza de Quijano. Por ello, El Barrio combina una rica herencia histórica con una animada oferta de ocio nocturno.

## Descripción
El Barrio es conocido por albergar una amplia variedad de bares, pubs y pequeños clubes nocturnos que ofrecen entretenimiento hasta altas horas de la madrugada. Las principales calles, como la calle Mayor y la calle Labradores, concentran una oferta diversa que incluye desde terrazas al aire libre hasta locales con música en vivo y sesiones de pinchadiscos. La oferta musical en El Barrio abarca géneros variados, desde jazz y blues hasta pop, electrónica y música tradicional española, lo que permite adaptarse a los gustos de distintos públicos.
Entre los locales más destacados de El Barrio se encuentran:
- La Misión: Ubicado en una antigua casa de tres pisos, es conocido por su ambiente acogedor y su selección de cócteles.[2]
- Jamboree: Popular por sus actuaciones de música en vivo, especialmente blues y jazz.[2]
- La Naya: Famoso por sus cócteles tropicales, como mojitos y caipiriñas.[2]
- El Forat: Reconocido por su decoración excéntrica y ambiente relajado, con música folk como protagonista.[2]
- Nazca: Ofrece vistas panorámicas y una oferta musical contemporánea.[2]

## Problemas de ruido
El Barrio se enfrenta a problemas relacionados con el impacto del ruido generado por su intensa actividad nocturna, lo que ha provocado tensiones entre vecinos y empresarios. Asociaciones vecinales reclaman la implementación inmediata de las Zonas Acústicas Saturadas (ZAS) para limitar el ruido y proteger su calidad de vida, mientras que el sector de la hostelería advierte sobre las consecuencias económicas de estas restricciones, como cierres de negocios y pérdida de empleos.